# Luzente
Luzente é o sexto álbum de estúdio do grupo O Teatro Mágico. Lançado em 18 de março de 2022, este disco, definido pelo grupo como  "dançante, pop e moderno", marca um retorno ao estilo musical do grupo, indie folk com influências MPB, mas ainda abordando características do álbum anterior, com um som eletrônico oitentista puxado ao synthpop.
O álbum, que já vinha sendo trabalhado desde setembro de 2021, foi realizado com recursos do ProAC - Programa de Ação Cultural e Secretaria da Cultura e Economia Criativa do Estado de São Paulo.

## Faixas
| N.º | Título                                    | Compositor(es)                                       | Duração |  |
| 1.  | "Boas Vindas"                             | Fernando Anitelli                                    | 0:23    |  |
| 2.  | "Almaflor"                                | Danilo Souza e Fernando Anitelli                     | 2:59    |  |
| 3.  | "Cinza"                                   |                                                      | 3:57    |  |
| 4.  | "Laço"                                    | Igor de Carvalho                                     | 2:58    |  |
| 5.  | "Instalação"                              | Danilo Souza e Fernando Anitelli                     | 4:06    |  |
| 6.  | "Tantas São..."                           | Fernando Anitelli, Daniel Santiago e Renan Inquérito | 4:12    |  |
| 7.  | "Nova Maneira"                            | Pedro Martins e Fernando Anitelli                    | 3:48    |  |
| 8.  | "Anti-Herói (cover da banda Motel 11-11)" | Tomaz Lenz, Fred Sommer e Áureo Gandour              | 3:27    |  |
| 9.  | "Toda Cura"                               | Fernando Anitelli                                    | 0:30    |  |
| 10. | "Abrigo"                                  | Danilo Souza e Fernando Anitelli                     | 3:03    |  |
| 11. | "Sossêgo, Barulho, Sossêgo"               | Fernando Anitelli                                    | 0:37    |  |

## Créditos Musicais
| - Fernando Anitelli - spoken word, vocais, violão - Daniel Santiago - guitarra, baixo, violão, piano e teclados - Nicolas Krassik - violino - Rafael dos Santos - baterias - Rodrigo Sanches - baterias e efeitos sonoros | Participações Especiais - Silvano Anitelli - spoken word (Faixa 1), Vocais (Faixa 9) - Nô Stopa - Backing vocal (faixa 2), Vocais (faixa 5 e 6) - Gustavo Anitelli - Vocais (faixa 4) - Zeca Loureiro - Guitarras (faixa 4) - DJ Rodrigo Antonio Mello (faixa 6) - Renan Inquérito - Vocais (faixa 6) |